# Erkelenz
Erkelenz là một thị xã ở huyện Heinsberg, bang Nordrhein-Westfalen của Đức. Đô thị này có diện tích 117,35 km2.
Các đô thị giáp ranh::
- Thị xã Wegberg (huyện Heinsberg)
- Thành phố Mönchengladbach
- Đô thị Jüchen (huyện Rhein-Kreis Neuss)
- Đô thị Titz huyện Düren
- Thị xã Linnich (huyện Düren)
- Thị xã Hückelhoven (huyện Heinsberg)
- Thị xã Wassenberg (huyện Heinsberg)

Các làng:
| - Bellinghoven - Berverath - Borschemich - Commerden - Etgenbusch - Fronderath - Geneiken - Genhof - Genfeld - Genehen - Gerderath - Gerderhahn - Golkrath - Granterath - Grambusch | - Hetzerath - Holzweiler - Houverath - Houverather Heide - Hoven - Immerath - Katzem - Kaulhausen - Keyenberg - Kleinbouslar - Kückhoven - Kuckum - Lentholt - Lövenich - Lützerath | - Matzerath - Mennekrath - Moorheide - Neuhaus - Oberwestrich - Öerath - Pesch - Scheidt - Schwanenberg - Tenholt - Terheeg - Unterwestrich - Venrath - Vossem - Wockerath |